# Xavier Lafitte
Xavier Lafitte est un acteur français, né le 8 août 1974 à Paris. Il poursuit une carrière au cinéma et au théâtre en France comme en Espagne.

## Biographie
Xavier Lafitte débute au théâtre dans Outrage aux mœurs, les trois procès d'Oscar Wilde (1999), mise en scène par Thierry Harcourt. Il y interprète le personnage de Lord Alfred Douglas (dit Bosie).
Quelques années plus tard, il rencontre le metteur en scène et auteur Daniel Colas, qui le distribue tout d'abord dans Charlotte Corday (2005), dans le rôle du député Barbaroux, puis dans deux rôles majeurs de sa jeune carrière : le maître-chanteur Kennedy, dans l'adaptation au théâtre du célèbre roman de James M. Cain Le Facteur sonne toujours deux fois (2009), puis le marquis de Bassompierre dans Henri IV, le bien-aimé, succès public et critique (2010 à 2012).
Au cinéma, il fait ses débuts dans le court-métrage Life (2000) d'Audrey Schebat, et dans le premier long-métrage de François Armanet La Bande du drugstore (2001). Il apparaît en 2005 dans Gabrielle de Patrice Chéreau.
C'est en 2007 que José Luis Guerín choisit Xavier Lafitte pour incarner son personnage principal dans En la ciudad de Sylvia, au côté de Pilar López de Ayala. Ce film, sélectionné à la Mostra de Venise, est acclamé par la critique. Il donne à Xavier Laffite les moyens de poursuivre une carrière plus internationale, auprès de jeunes cinéastes européens : il tourne notamment New Love (2008) de Laurence Coriat, sélectionné au festival Cinéma Extrême de Londres, il tient le rôle de Louis XIV dans Le Royaume de sang (Aguila Roja, la pelicula, 2011) de José Ramón Ayerra Díaz, Holden (2012) et El regresso de Elias Urquijo (2012) de Roque Madrid. Enfin, Postales desde la luna de Juan Fran Viruega (2012), remporte plusieurs prix en festival.
En 2013, il incarne Jacques de Bascher dans Yves Saint Laurent dirigé par Jalil Lespert, aux côtés de Pierre Niney et Guillaume Gallienne.
en 2021, il incarne Fabien Simony dans la serie ici tout commence

## Filmographie

### Cinéma

#### Longs métrages
- 2001 : La Bande du drugstore de François Armanet : le garçon en Weston
- 2005 : Gabrielle de Patrice Chéreau : un invité
- 2007 : Dans la ville de Sylvia (En la ciudad de Sylvia) de José Luis Guerin : Él
- 2010 : L'Amour c'est mieux à deux d'Arnaud Lemort et Dominique Farrugia : l'homme du couple interrogé
- 2011 : Le Royaume de sang (Aguila Roja, la pelicula) de José Ramón Ayerra : Louis XIV
- 2011 : Celles qui aimaient Richard Wagner de Jean-Louis Guillermou : Laurent
- 2012 : The Return of Elias Urquijo (El regreso de Elias Urquijo) de Roque Madrid : Fran
- 2013 : Yves Saint Laurent de Jalil Lespert : Jacques de Bascher
- 2018 : Rémi sans famille d'Antoine Blossier : le docteur
- 2022 : Ça tourne à Saint-Pierre-et-Miquelon de Christian Monnier

#### Courts métrages
- 2000 : Life d'Audrey Schebat : un homme
- 2001 : Four Play de Diana Lui : l'inconnu
- 2004 : Plutôt d'accord de Christophe et Stéphane Botti : Rodrigue
- 2007 : New Love de Laurence Coriat : Illya
- 2012 : Holden de Roque Madrid
- 2012 : Postales desde la luna de Juan Fran Viruega
- 2015 : Dernier chagrin de Darrell Lee Hall : Charles

### Télévision
- 2000 : Julie Lescaut, épisode La Nuit la plus longue de Pierre Aknine (série) : Alexandre
- 2002 : La Vie devant nous de Vincenzo Marano (série) : Gael Venturi
- 2002 : La Ligne noire de Jean-Teddy Philippe (mini série) : Thomas
- 2004 : Commissaire Valence, épisode Viols sous influence de Vincenzo Marano (série) : Francois Margairaz
- 2004 : Léa Parker, épisode La Fac de Laurence Brégeat (série) :
- 2007 : Mystère de Didier Albert (mini série) : Christopher Leroux
- 2008 : Los Hombres de Paco (série) : Philippe Mignon
- 2010 : Le Pigeon de Lorenzo Gabriele (téléfilm) : le premier golfeur
- 2010 : Colère de Jean-Pierre Mocky (téléfilm) : Ribot
- 2015 : Arletty, une passion coupable d'Arnaud Sélignac (téléfilm) : Jean-Louis Barrault
- 2017 : Transferts (série) : le père Luc
- 2017-2018 : Le Rêve français de Christian Faure (mini série) : Armand
- 2021 : Ici tout commence (série) : Fabien Simony
- 2023 : The New Look (série télévisée) de Julia Ducournau : Jean Cocteau

## Théâtre
- 2000 : Outrage aux mœurs, les trois procès d'Oscar Wilde (Gross Indecency, the Three Trials of Oscar Wilde) de Moisés Kaufman, mise en scène Thierry Harcourt, adaptation Jean-Marie Besset : Alfred Douglas
- 2001 : Le Châle (The Shawl) de David Mamet
- 2004 : Un cœur de père de Christophe Botti
- 2005 : Charlotte Corday de Daniel Colas : Charles Jean Marie Barbaroux
- 2007 : Maurice Denis et son cercle, mise en lecture Jean-Claude Penchenat
- 2009 : Le Facteur sonne toujours deux fois de James M. Cain, adaptation Jean Curtelin, mise en scène de Daniel Colas : Kennedy
- 2010 : Charlotte Corday de Daniel Colas : Charles Jean Marie Barbaroux
- 2010-2012 : Henri IV, le bien-aimé, de et mis en scène par Daniel Colas : marquis de Bassompierre
- 2015 : The Servant, d'après la nouvelle de Robin Maugham, mise en scène de Thierry Harcourt, Théâtre de Poche Montparnasse
- 2015 : Un certain Charles Spencer Chaplin de Daniel Colas, Théâtre Montparnasse